# Gerry Neugebauer
Gerald "Gerry" Neugebauer (ur. 3 września 1932 w Getyndze, zm. 26 września 2014 w Tucson) – amerykański fizyk i astronom pochodzenia austriacko-niemieckiego.

## Życiorys
Urodził się w Niemczech jako syn Ottona Neugebauera, austriackiego astronoma, matematyka i historyka nauki. Po dojściu Hitlera do władzy rodzina Neugebauerów wyjechała z Niemiec do Danii, a w 1939 roku do USA. Gerry Neugebauer studiował na California Institute of Technology, gdzie w 1960 roku uzyskał doktorat z fizyki. W tym czasie prowadził badania dotyczące fizyki cząstek, ale w trakcie odbywania służby wojskowej w Jet Propulsion Laboratory rozpoczął badania z wykorzystaniem detektorów w podczerwieni.
Po podjęciu pracy w Caltech, skonstruował, wraz z Robertem Leightonem 1,5-metrowy teleskop, który wykorzystali do przeglądu nieba, używając fal o długości 2,2 mikrona. Wyniki opublikowali w postaci katalogu (Two-Micron Sky Survey). W 1967 roku, wraz ze swoim studentem Erikiem Becklinem zaobserwowali, widoczny jedynie w podczerwieni obiekt w Obłoku Molekularnym w Orionie. Obiekt ten, nazwany Obiektem Becklina-Neugebauera okazał się protogwiazdą o średniej masie.
W latach 1980–1984 Neugebauer był dyrektorem Obserwatorium Palomar. W 1998 roku przeszedł na emeryturę. Jego żona Marcia jest geofizykiem.

## Wyróżnienia i nagrody
- Henry Norris Russell Lectureship (1996)
- Medal Herschela (1998)
- Bruce Medal (2010)
- Planetoida (3484) Neugebauer nosi imię Ottona, Marcii oraz Gerry'ego Neugebauerów.